# Gau de Sajonia
El gau Sajonia (en alemán, gau Sachsen) fue una división administrativa de la Alemania nazi desde 1933 a 1945 en el estado alemán de Sajonia. Antes de eso, desde 1926 a 1933, era la subdivisión regional del Partido Nazi en aquella zona. Anteriormente, durante la República de Weimar fue el Estado Libre de Sajonia.

## Historia
El sistema de gau  (en plural, gaue) fue originalmente establecido en una conferencia del partido el 22 de mayo de 1926, con la intención de mejorar la administración de la estructura del partido. Desde 1933 en adelante, después de la toma del poder por los nazis, los gaue fueron reemplazando progresivamente los estados alemanes como subdivisiones administrativas en Alemania.
A la cabeza de cada gau estaba un gauleiter, posición que fue haciéndose progresivamente más poderosa, especialmente después del estallido de la Segunda Guerra Mundial, con escasa interferencia desde arriba. El gauleiter local a menudo desempeñaba cargos del gobierno, así como del partido y estaba a cargo de, entre otras cosas, la propaganda y la vigilancia y, desde septiembre de 1944 en adelante, el Volkssturm y la defensa del gau.
El cargo de gauleiter en Sajonia fue asumido por Martin Mutschmann desde 1925 hasta 1945. Mutschmann, una poderosa figura en la Alemania nazi, así como bien relacionado con Adolf Hitler. El 5 de mayo de 1933 Mutschmann se convirtió en Reichsstatthalter (gobernador del Reich) del Estado Libre de Sajonia, mientras que su rival interno dentro del partido, Manfred von Killinger fue, hasta la Noche de los cuchillos largos 1934 Ministerpräsident (primer ministro del gobierno del estado). En febrero de 1935 Mutschmann asumió este cargo. El gau tenía 5 231 739 habitantes (1941) y alrededor de 235.000 miembros del partido en 27 distritos. La capital provincial fue, hasta 1933, Plauen, y después Dresde en Gebäude Bürgerwiese 24.
Mutschmann fue arrestado por la policía alemana poco después de la guerra y entregado a la Unión Soviética donde fue ejecutado el 30 de enero de 1947.